# Казарма 1314 км
Казарма 1314 км — упразднённый в 2005 году населённый пункт в Чернушинском районе Пермского края. Входил в Павловское сельское поселение.

## География
Расположен в восточной части Буйской волнистой равнины, на равнинно-холмистом Приуралье, на отрогах Тулвинской возвышенности, в зоне широколиственно-хвойных лесов, при остановочном пункте 1314 километр Горьковской железной дороги.
Климат
Климат умеренно континентальный. Характерна продолжительная зима и довольно жаркое лето. Значительны суточные и годовые амплитуды температур. Годовая амплитуда температур составляет 50—60 °C.
Среднегодовая температура воздуха +1,5 °C; средняя температура января −15,6 °C; средняя температура июля +18,4 °C.

## История
Возник как поселение железнодорожников во время строительства в 1913—1920 годы железной дороги Казань — Екатеринбург как части Транссибирской железнодорожной магистрали.
Официально упразднён 4 июля 2005 года согласно Закону Пермской области № 2320—514 «Об административно-территориальных изменениях в Пермской области».

## Инфраструктура
Путевое хозяйство Горьковской железной дороги. Действовал остановочный пункт 1314 км.